# Francesco Vigilio Barbacovi
Francesco Vigilio Barbacovi (Taio, 11 novembre 1738 – Trento, 23 luglio 1825) è stato un giurista italiano.
Fu cancelliere e ministro di Giustizia del principato vescovile di Trento, per il qual stato redasse un nuovo codice giudiziario.

## Biografia
Francesco Vigilio Barbacovi nacque in quel di Taio (Val di Non) nel novembre del 1738.
A quanto pare, egli crebbe in una famiglia dalla lunga e intergenerazionale dimestichezza col diritto: segnatamente il nonno (Giovanni Francesco), laureatosi in diritto civile e canonico a Salisburgo, notaio avvocato e giudice, nel 1729 fu consigliere aulico del principe vescovo e due anni più tardi commissario di Arco nel civile e nel criminale; il padre (Antonio Bonaventura) pure ricoprì il ruolo di commissario ad Arco per l'anno 1752.
Barbacovi studiò filosofia e retorica nel collegio dei gesuiti di Trento e infine si laureò in utroque iure a Mantova, con titolo conferitogli il 24 luglio 1756. Subito dopo l'esperienza collegiale egli aveva cominciato ad esercitare la professione di avvocato, nonostante prima di conseguire il titolo di dottore “non [avesse, ndr] fatto [...] altro studio che quello delle istituzioni civili di Giustiniano, e questo pur fatto avevalo da se medesimo e senz'alcun maestro, e solo piena aveva la memoria di dottrine e massime legali appartenenti alla giurisprudenza pratica e forense, apprese nella lettura degli scritti del suo avolo e d'altri libri di simil genere".
Critico nei confronti del valore del diploma di laurea
, egli trasse (anche a parer suo) la maggior parte delle proprie conoscenze giuridiche dai libri e l'ambiente di famiglia, e dall'esercizio dell'avvocatura (la qual cosa gli consentì di sviluppare una certa perizia 'tecnica').
La sua formazione si giovò inoltre dell'incontro con le idee illuministiche e riformatrici europee, che studiò e approfondì sui libri della sua personale biblioteca. A tal proposito è interessante notare come quest'ultima fosse costituita principalmente da testi giuridici, e soprattutto di diritto civile, con una buona rappresentanza di opere del dibattito a lui contemporaneo.
Nel 1767 Barbacovi vinse il concorso per la cattedra di Diritto civile in Trento, precedentemente occupata da Carlantonio Pilati. La cattedra, a carattere laico e istituita nel 1758 sotto l'egida del Magistrato consolare, divenne in breve un importante luogo d'irradiazione delle idee riformistiche di quegli anni. In questo senso fu fondamentale l'insegnamento del Pilati, nel solco del quale si mosse sostanzialmente pure quello di Francesco Vigilio.
Le lezioni del corso di Barbacovi, coerentemente con una sua “Dissertazione” dell'epoca (1770), si caratterizzarono per una “impostazione metodologica razionale e sistematica che faceva riferimento ai moderni scrittori di diritto naturale ed evitava di proporre agli studenti gli autori [...] della tradizione bartolista”.
Il suo insegnamento appariva (e difatti era) in netto contrasto con le intenzioni del Magistrato consolare, per il quale la cattedra in Diritto civile doveva servire essenzialmente a rafforzare la posizione dell'oligarchia cittadina.
Fu così che Francesco Vigilio risultò essere tra i giuristi dell'epoca il più idoneo alle esigenze del principe vescovo Cristoforo Sizzo (1764-1776), il quale intendeva in quegli anni operare un accentramento dello stato trentino, revocando privilegi ed esenzioni e controllando maggiormente le giurisdizioni comunitarie: fatto che rese inevitabile lo scontro con i consoli cittadini. Nella disputa al cospetto del tribunale imperiale Sizzo decise di farsi rappresentare dal Barbacovi: il quale scritto un libello per l'occasione, vinse la vertenza.

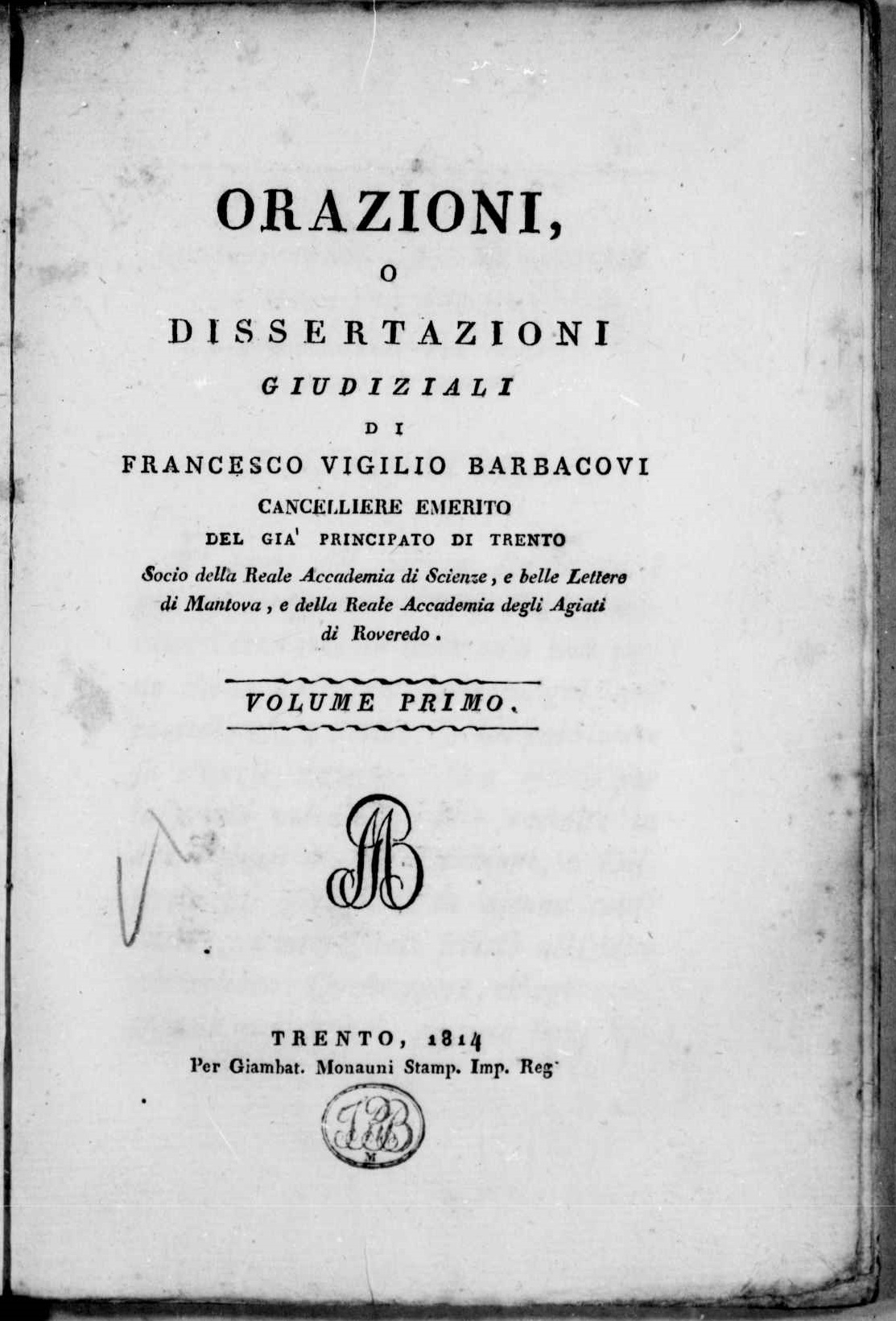
Orazioni o dissertazioni giudiziali, 1814

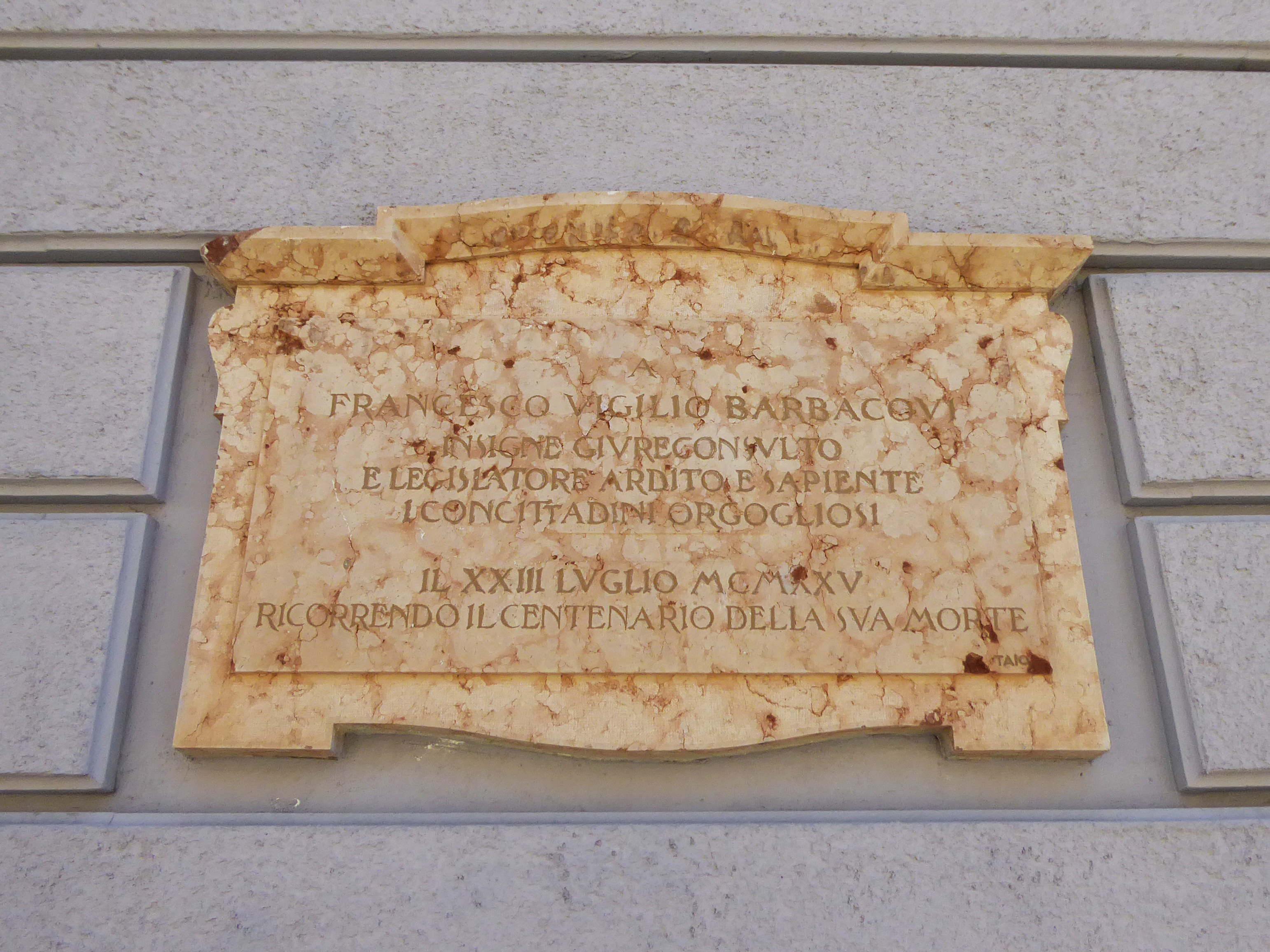
Targa memoriale apposta su un palazzo di Taio nel centenario della morte

Francesco Vigilio entrò nell'orbita pure del successivo principe vescovo, vale a dire Pietro Vigilio Thun (1776-1800). Il fatto ch'egli sostenesse con forza il modello istituzionale della monarchia cosiddetta “illuminata”, che fosse quindi favorevole ad un accentramento concreto dei poteri dello stato nelle mani del principe, a discapito di autonomie e privilegi locali e cetuali, rese inevitabile il suo schierarsi a fianco dei vescovi di Trento negli scontri con il Magistrato consolare da una parte, il Capitolo della cattedrale dall'altra.
Questo probabilmente influenzò il giudizio negativo che certa storiografia diede del suo operato e persino della sua persona, presentandolo come un “fedele e acritico gregario del suo signore”, frutto di una certa visione che individuava nel Settecento trentino esclusivamente i prodromi di quello che sarebbe stato il periodo risorgimentale, arrivando a leggere in conseguenza il lavoro di Barbacovi come servilismo in ossequio al principe (e all'Austria), a dispetto del supposto interesse dei sudditi trentini.
Ad ogni modo quando Giuseppe II richiese che il Thun adottasse nei suoi territori il regolamento di procedura civile asburgico del 1781, quest'ultimo incaricò inevitabilmente il suo consigliere Francesco Vigilio Barbacovi dell'operazione. Da quello che doveva essere un modesto lavoro di riadattamento degli statuti tridentini nacque “una normativa originale che presenta significative differenze rispetto al suo modello”.
Avvertendo l'esigenza d'una maggiore certezza del diritto e una conseguente minore confusione delle norme; d'una riduzione delle liti e uno snellimento delle procedure; assieme alla necessità di limitare l'arbitrio del giudice (onde combattere al meglio gli episodi di corruzione) e l'eccessiva libertà nell'azione degli avvocati (evitando così il prolungarsi delle controversie, ad esempio), il Barbacovi si spinse ben oltre quello che era il compito assegnatogli.
Il codice così redatto, nonostante le forti opposizioni di Magistrato consolare e Capitolo della cattedrale (sostenuti tra gli altri dallo stesso Pilati) entrò in vigore nel 1788.
Le tensioni s'acuirono ulteriormente, e fra le altre le famiglie aristocratiche di Riva del Garda provocarono dei disordini cui il principe vescovo tentò di porre fine con l'elezione di Francesco Vigilio a commissario plenipotenziario (1790).
Egli in questa veste abolì i privilegi fiscali dell'aristocrazia e tentò una modifica della normativa locale: le riforme entrarono in vigore solamente nel 1795, grazie ad un pronunciamento favorevole del tribunale imperiale.
Nel frattempo Barbacovi era stato nominato cancelliere aulico (1792), e da quella posizione contribuì all'eliminazione dello jus protomiseos e all'istituzione dell'obbligo scolastico per i maschi tra i 7 e i 14 anni: nel 1796 veniva infine destituito del suo ruolo.
In ogni caso il codice civile da lui scritto, presentato nel 1785 con l'opera “Progetto di un nuovo codice giudiziario nella cause civili”, rimase in vigore sino al 1 giugno 1807, quando fu sostituito dal regolamento austriaco a principato vescovile ormai soppresso.
Francesco Vigilio Barbacovi, fuggito dalla città di Trento con l'ingresso delle truppe napoleoniche, vi fece ritorno nel 1806, dedicandosi alla redazione e alla pubblicazione di numerose opere.
Entrò in seguito a far parte del consiglio del Dipartimento dell'Alto Adige (dal 1810) e nello stesso periodo rifiutò la cattedra di Diritto penale a Pavia.
Colpito da cecità negli ultimi anni della sua vita, morì il 23 luglio 1825.

## Opere
- Dissertazione sopra una questione in materia della sostituzione esemplare: con alcune riflessioni intorno al modo d'insegnare la giurisprudenza romana, Trento, Monauni, 1770.
- Voto nella causa criminale del sacerdote Gasparo Ziller, Trento, Stamperia vescovile Monauniana, 1776.
- Progetto d'un nuovo codice giudiciario nelle cause civili, 2 voll, Trento, Monauni, 1788.
- Orazioni o dissertazioni giudiziali, vol. 1, Trento, Giambattista Monauni, 1814.
  -  Orazioni o dissertazioni giudiziali, vol. 2, Trento, Giambattista Monauni, 1814.
  -  Orazioni o dissertazioni giudiziali, vol. 3, Trento, Giambattista Monauni, 1819.
- Memorie intorno alla vita ed agli studi di Francesco Vigilio Barbacovi, Padova, Tipografia del Seminario, 1821.
- Lettera seconda in cui si confutano le osservazioni critiche del dottor Bosellini, Milano, Società Tipografica de' Classici Italiani, 1829.
- Memorie intorno alla vita ed agli studi di Francesco Vigilio Barbacovi cancelliere del già Principato di Trento, Padova, Stamperia del seminario, 1821.